# بهجت نجاتيكل
بهجت نجاتيكل أو محمد بهجت كونول، وبالتركية "Behçet Necatigil" ولد في 16 إبريل 1916 في إسطنبول، وتوفي في 13 ديسمبر 1979 في إسطنبول. وهو شاعر تركي ومدرس ومترجم.
يأتي بهجت نجاتيكل في مقدمة شعراء الشعر الحديث التركي. ولم ينضم إلى أي تيار أدبي وكان مفكرًا وشاعرًا مستقلًا بذاته. وقد ترك العديد من الأعمال الأدبية من المسرح للمثولوجيا وترجمة الرويات ومسرحيات الرديو وغيرها. وقد بذل مجهودًا كبيرة بترجماته ومسرحياته الصوتيه التي تبناها كنوع من الأدب في تركيا. وبخلاف هويته الأدبية فيعرف أيضًا كمعلم.

## حياته
ولد بهجت في قصر في حي عاتيقالي باشا في ضاحية الفاتح في إسطنبول في 16 إبريل 1916. ووالده حاجي محمد نجاتي (كونول) ووالدته بدرية هانم. وقد عمل والده كمفتي في صاريير وبي أوغلو. واسم الشاعر الأصلي محمد بهجت كونول، وقد تقدم للمحكمة بطلب ليحصل على اسم نجاتي في عام 1951 وحصل على هذا اللقب.
احترق القصر الذي ولد فيه في حريق الفاتح الكبير الذي حدث عام 1918 وقد أدت تلك الصدمة إلى اشتداد مرض حمى المعدة الذي كانت تعيش به والدته وتوفيت بسببه في نفس العام. وبعد وفاة والدته عاش فترة لدى جدته لأمه أمينة منيرة هانم في حي قره كمروك. أما والده فقد تزوج للمرة الثانية وأنجب فتاتين وقد أدى ذلك لانزعاج جدته مما أدى إلى تركه لمنزل جدته في عام 1923 ليعيش مع والده في بشيكطاش. وهناك تلقى تعليمه الابتدائي.

## روابط خارجية
- بهجت نجاتيكل على موقع الموسوعة البريطانية (الإنجليزية)
- بهجت نجاتيكل على موقع ميوزك برينز (الإنجليزية)
- بهجت نجاتيكل على موقع ديسكوغز (الإنجليزية)